# Haurietis Aquas in Gaudio
Haurietis aquas in gaudio (kortweg Haurietis aquas) (Latijn voor Vol vreugde zullen jullie water putten, naar Jesaja 12:3) is een encycliek die paus Pius XII op 15 mei 1956 publiceerde ter gelegenheid van de Heilig Hartverering. Het is tot heden het laatste schriftuur van een paus met de Heilige Hartverering als onderwerp.

## Het Hart van Jezus
Pius XII gaf twee redenen waarom de kerk de hoogste vorm van aanbidding toekende aan het Hart van Jezus. De eerste berust op het beginsel dat gelovigen erkennen dat Jezus' Hart hypostatisch verenigd is met de "Persoon van de Mensgeworden Zoon van God Zelf". De tweede reden is afgeleid uit het feit dat het Hart het natuurlijke teken en symbool van Jezus' grenzeloze liefde voor de mens is. De encycliek herinnert eraan dat voor de menselijke ziel de wond in de zij van Jezus en de tekenen van de nagels "de belangrijkste tekens en symbolen van die liefde" zijn die hun leven steeds indringender van binnenuit vormgeven.
De paus beschrijft verschillende onjuiste meningen met betrekking tot deze toewijding. Er zijn mensen die het belastend en van weinig of geen nut voor de mens achten. Anderen vinden dat deze toewijding als een vroomheid geschikt is voor vrouwen, niet voor opgeleide mannen. Er zijn mensen die een toewijding als deze primair als vragend om boete, boetedoening en andere "passieve" deugden, waarmee bedoeld wordt dat ze er geen externe resultaten uit voortvloeien. Daarom denken ze dat het niet beschikt is om de geest van vroomheid in de moderne tijd opnieuw aan te wakkeren. De encycliek reageert bij monde van Paus Pius XI: "De verering van het Heilig Hart is een samenvatting van onze hele religie en bovendien een gids voor een volmaakter leven. Het leidt onze geest gemakkelijker naar Christus de Heer en keert onze harten effectiever om Hem vuriger lief te hebben en Hem perfecteren na te bootsen." Haurietis aquas meent dat het Heilig Hart nooit is opgehouden, en nooit op zal houden, met rust te kloppen. Het zal nooit ophouden de drievoudige liefde waarmee Jezus Christus gebonden is aan Zijn hemelse Vader en het menselijk ras te symboliseren.
Het Hart van Jezus Christus houdt van het menselijk ras, maar als een menselijk en goddelijk hart. Het begon tegelijkertijd met liefde menselijk en goddelijk te kloppen nadat de Maagd Maria royaal haar "Fiat" verklaarde. Het Heilig Hart van Jezus deelt in een intieme wijze in het leven van het Mensgeworden Woord en is aldus een soort instrument van Goddelijkheid. Daarom is "Zijn Hart, bij de uitvoering van werken van genade en goddelijke almacht, niet meer dan andere leden van Zijn menselijke natuur een symbool van die onbegrensde liefde".

## Inhoud van de encycliek
Haurietis aquas bestaat uit vijf hoofdstukken. Na de groet en inleiding volgen:
- Hoofdstuk 1: Grondslag en voorafbeelding in het Oude Testament,
- Hoofdstuk 2: Gronden voor de verering van het Heilig Hart in de leer van het Nieuwe Testament en de Traditie
- Hoofdstuk 3: De actieve en innige deelneming van het Hart van Jezus aan Zijn zending als Verlosser
- Hoofdstuk 4: Ontstaan en ontwikkeling van de Heilig Hartverering
- Hoofdstuk 5: Aansporing om de verering van het Allerheiligst Hart van Jezus juister op te vatten en ruimer te verspreiden